# Sela pri Dolenjskih Toplicah
Sela pri Dolenjskih Toplicah este o localitate din comuna Dolenjske Toplice, Slovenia, cu o populație de 231 de locuitori.